# Аруа
Аруа — місто в Уганді, центр однойменного округу в Північній області. Населення  — 59 400 осіб. (2011).

## Географія
Місто розташоване на північному заході Уганди, за 19 км від кордону з Демократичною Республікою Конго. Відстань до столиці країни, Кампали, приблизно становить 480 км, до Гулу, найбільшого міста Північної області, — 155 км (по прямій; по дорозі — в середньому 186 км).
Аруа лежить на висоті 1310 метрів над рівнем моря.

## Історія

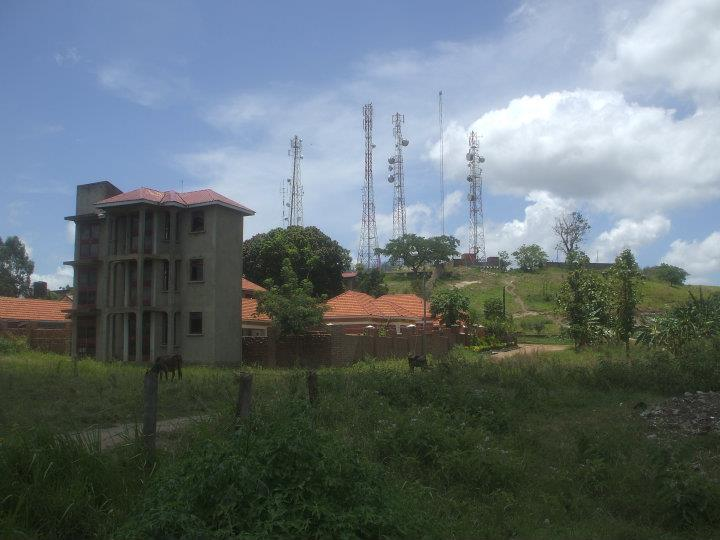
Вигляд на пагорби Аруа.

Аруа була заснована 14 червня 1914 а за часів англійського колоніального володарювання. Місто було адміністративним центром провінції Західного Нілу. З 1962 року — в складі незалежної Уганди.

## Економіка та транспорт
Місто — місцевий великий вузол, де збуваються такі товари, як бавовна, тютюн, чай, кава, маніок та маїс, а також інші продукти харчування та напої, вироби зі шкіри та металу, мило, олії, предмети одягу та ін.
Аруа із Кампалою пов'язують автобусні маршрути. Діє аэропорт, що по пасажиропотоку займає друге місце країни після Міжнародного аеропорту в Ентеббе.

## Освіта та охорона здоров'я
Вища освіта в Аруа представлена Університетом Муні, кампусами Ісламського університету Уганди та Християнського університету Уганди.
Найбільшим медичним закладом є Обласна лікарня в Аруа.

## Населення
Населення міста стабільно зростає: якщо 2002 року тут проживало 43 929 осіб, то 2009 — 55 800, 2010 — 57 500, а в 2011 — 59 400. Також є залізнична гілка, що пов'язує Аруа з Угандійською залізницею..